# ملاك على كتفي (فلم)
ملاك على كتفي (بالإنجليزية: Angel on My Shoulder) هو فيلم أبيض وأسود خيالي أمريكي صدر عام 1946 من أخرج آرشي مايو كآخر أفلامه بطولة بول ميوني وآن باكستر وكلود راينس. تدور أحداث الفيلم حول صفقة بين الشيطان ورجل ميت، حيث يقوم الشيطان بترتيب عودة رجل عصابات متوفى إلى الأرض كقاضٍ يحظى بالاحترام للتعويض عن حياته السابقة.
الفيلم إنتاج مستقل من قبل تشارلز آر روجرز وديفيد دبليو سيجل وكتبه هاري سيجال ورولان كيبي وأصدرته شركة يونايتد آرتيستس. غير المنتج العنوان الأصلي إلى أنا والشيطان، خوفًا من أن الجمهور لن يشاهد فيلمًا عن الشيطان.
انتهت حقوق الطبع والنشر للفيلم في الولايات المتحدة في عام 1973، مما جعله في المجال العام. أعيد إنتاج الفيلم للتلفزيون، بإخراج جون بيري وبطولة بيتر شتراوس وريتشارد كيلي وباربرا هيرشي. احتوت نسخة عام 1980 على نهاية مختلفة، حيث عندما كان نيك على وشك إعادة إيدي كيغل إلى الجحيم، ظهر الرب (الذي لعبه موراي ماثيسون) وأخذ إيدي كيغل إلى الجنة، معتقدًا أنه قد تغير للأفضل منذ ظهوره مرة أخرى على الأرض ويستحق الفداء.

## طاقم العمل
- بول ميوني في دور إيدي كيغل/القاضي فريدريك باركر
- آن باكستر في دور باربرا فوستر
- كلود راينس في دور الشيطان نيك
- أونسلو ستيفنز في دور الدكتور مات هيغينز
- جورج كليفلاند في دور ألبرت
- إرسكين سانفورد في دور الوزير
- ماريون مارتن في دور السيدة بنتلي
- هاردي ألبرايت في دور سمايلي ويليامز
- جيمس فلافين في دور بيلامي
- فريتز ليبر في دور الكيميائي (غير مذكور)

## روابط خارجية
- ملاك على كتفي على فهرس معهد الفيلم الأمريكي
- ملاك على كتفي (1946)  في قاعدة بيانات الأفلام على الإنترنت (بالإنجليزية)
- ملاك على كتفي على موقع أول موفي.
- ملاك على كتفي (فلم) في قاعدة بيانات تيرنر كلاسيك موفيز للأفلام.
- ملاك على كتفي (1980)  في قاعدة بيانات الأفلام على الإنترنت (بالإنجليزية)
- ملاك على كتفي متوفر للتحميل المجاني على أرشيف الإنترنت